# Klonazepam
Klonazepam (INN, systematický název 5-(2-chlorfenyl)-7-nitro-1,3-dihydro-2H-1,4-benzodiazepin-2-on) je léčivo ze třídy benzodiazepinů. Má antikonvulzivní, myorelaxační a anxiolytické účinky. Prodává se pod obchodními značkami Klonopin, Ravotril, Rivotril, Rivatril, Zapiz a Lonazep. V České republice je registrován přípravek Rivotril.
Klonazepam je obecně považován za látku patřící mezi dlouhodobě působící benzodiazepiny, mající poločas rozpadu 18 až 50 hodin. Jedná se o chlorovaný derivát nitrazepamu a patří tedy mezi nitrobenzodiazepiny.

## Indikace
Klonazepam lze předepisovat v následujících případech:
- epilepsie[6][7]
- úzkostná porucha
- panická porucha[8]
- pro počáteční léčbu manie nebo akutní psychózy (společně s léčivy první volby, jako je lithium, haloperidol nebo risperidon)[9][10]
- hyperekplexie[11]
- mnoho forem parasomnie[12]. Syndrom neklidných nohou lze léčit klonazepamem jako lékem třetí volby, protože vhodnost použití se stále ještě zkoumá.[13][14] Krátkodobě na klonazepam reaguje také bruxismus.[15] Porucha chování vázaná na REM spánek dobře reaguje na malé dávky klonazepamu.[16]
- léčba akutní a chronické akatizie

## Vedlejší účinky
Mezi nejčastější nepříznivé účinky klonazepamu patří nadměrná sedace, ospalost, porušení pohybové koordinace a soustředění. Poměrné běžná je i nadměrná tvorba slin či přechodné poruchy zraku. Při vyšších dávkách poté hrozí rozvoj paradoxních účinků, jakými jsou záchvaty úzkosti, setřelá řeč, agresivita, ztráta zábran, anterográdní amnézie, halucinace a poruchy vědomí, nespavost, deprese, poruchy svalové koordinace, psychóza, inkontinence, poškození jater, poruchy osobnosti, zuřivost, impulsivita, smutek, odumírání bílých buněk, záchvaty, změny osobnosti, poruchy chování, delirium, poruchy krátkodobé paměti, problémy s rovnováhou, ztráta libida, poruchy motorických funkcí, ztráta motivace, pomatenost.